# Rua General Canabarro
Rua General Canabarro é uma rua localizada no centro da cidade brasileira de Porto Alegre, capital do estado do Rio Grande do Sul. Começa na Rua Siqueira Campos e termina na Rua Duque de Caxias.
Nesta rua se localiza o histórico Solar do Conde de Porto Alegre, tombado pelo município em 1998, e atualmente a sede do departamento gaúcho do Instituto de Arquitetos do Brasil.

## Histórico
A atual extensão da Rua General Canabarro engloba a antiga Rua General Cipriano Ferreira. A via já foi conhecida como Beco do Pedro Mandinga e Rua do Conde de Porto Alegre, além de Rua dos Quartéis. Mediante resolução datada de 28 de agosto de 1879, os vereadores mudaram sua denominação para o nome atual, em homenagem ao militar gaúcho David Canabarro.
Na esquina da Rua General Canabarro com a Rua dos Andradas, em 3 de outubro de 1930 iniciou-se a revolução promovida pela Aliança Liberal, quando estes lideraram um ataque surpresa ao quartel general da 3ª Região Militar.

### Referência bibliográfica
- Franco, Sérgio da Costa. Guia Histórico de Porto Alegre. Porto Alegre: Editora da Universidade (UFRGS)/Prefeitura Municipal, 1992